# Kowałewe (obwód połtawski)
Kowałewe (ukr. Ковалеве) – wieś na Ukrainie, w obwodzie połtawskim, w rejonie połtawskim, w hromadzie Wełyka Rubliwka. W 2001 liczyła 344 mieszkańców.